# Univeg
De UNIVEG-groep behorende tot de Belgische beursgenoteerde Greenyard is een van oorsprong Belgisch multinational en wereldspeler die actief is in de teelt, de export, het behandelen, de logistiek en vervoer van groenten en fruit; alsook van bloemen en planten en de aanmaak van kant-en-klare maaltijden. Het hoofdkantoor van UNIVEG - dat werd opgericht in 1987 door Hein Deprez - is gevestigd in Sint-Katelijne-Waver. Stichter Deprez was reeds in 1983 gestart met de teelt van champignons alsook met het wassen, snijden en verpakken van groenten.

## Wereldwijd
Door overnamen en het oprichten van nieuwe vestigingen is men aan de slag in vier continenten en levert men wereldwijd in 25 landen. In 2009 bedroeg de omzet € 3,3 miljard en heeft het 4500 medewerkers. UNIVEG heeft naast zijn bedrijven in België ook vestigingen in Argentinië, Oostenrijk, Brazilië, Bulgarije, Costa Rica, Kroatië, Denemarken, Frankrijk, Duitsland, Italië, Peru, Polen, Portugal, Rusland, Zuid-Afrika, Spanje, Suriname, Nederland, Turkije, Verenigd Koninkrijk, Uruguay en de Verenigde Staten. Sinds de fusie met de Italiaanse sectorgenoot Bocchi is CVC Capital Partners aandeelhouder van UNIVEG.
In 2008 nam UNIVEG het Duitse Atlanta AG - een leverancier van groenten en fruit in Duitsland en Oostenrijk - over van Chiquita. In 1902 werd de Fruchthandel-Gesellschaft mbH (FGH), Scipio & Co in Bremen opgericht door Gustav Scipio (1872-1949). Vanaf 1990 was het als Atlanta AG een onderdeel van Chiquita.
Sinds 2007 is UNIVEG hoofdaandeelhouder van Alara, een Turks bedrijf gespecialiseerd in de teelt, verpakking en export van kersen en verse zwarte vijgen. Het werd opgericht in 1986 en is gevestigd in Bursa.
Eigen UNIVEG-merken zijn o.a. Happy Tree (pit- en steenvruchten uit Argentinië), Katopé (tropische vruchten), 1X1 (het merk van het voormalige Atlanta AG), Tradition (verse producten uit Nederland), Alara (kersen en vijgen uit Turkije) en Seald Sweet (citrusvruchten uit Florida). Bij de afdeling fruit en groenten begint het productieproces soms van bij de aanplanting en teelt, zoals in Latijns-Amerika waar men reeds duizenden hectaren grond in bezit heeft. Super- en hypermarkten zijn de voornaamste afnemers. Andere diensten zijn heden de verpakking, aanmaak van huismerken en speciale projecten.
Midden 2013 werd Hein Deprez terug hoofdaandeelhouder samen met enkele financiële partners, na uitkoop van CVC.
Midden 2015 vond de fusie plaats tussen Greenyard Foods (voorheen "PinguinLutosa"), UNIVEG en PeatInvest, die samen 's werelds tweede grootste producent van groente- en fruitproducten vormen. De drie gaan samen verder onder de nieuwe naam Greenyard Foods Group.